# 28417 Leewei
28417 Leewei è un asteroide della fascia principale. Scoperto nel 1999, presenta un'orbita caratterizzata da un semiasse maggiore pari a 2,3468239 UA e da un'eccentricità di 0,1665148, inclinata di 6,51786° rispetto all'eclittica.